# 斯梅達河
51°02′59″N 14°57′51″E / 51.04972°N 14.96417°E

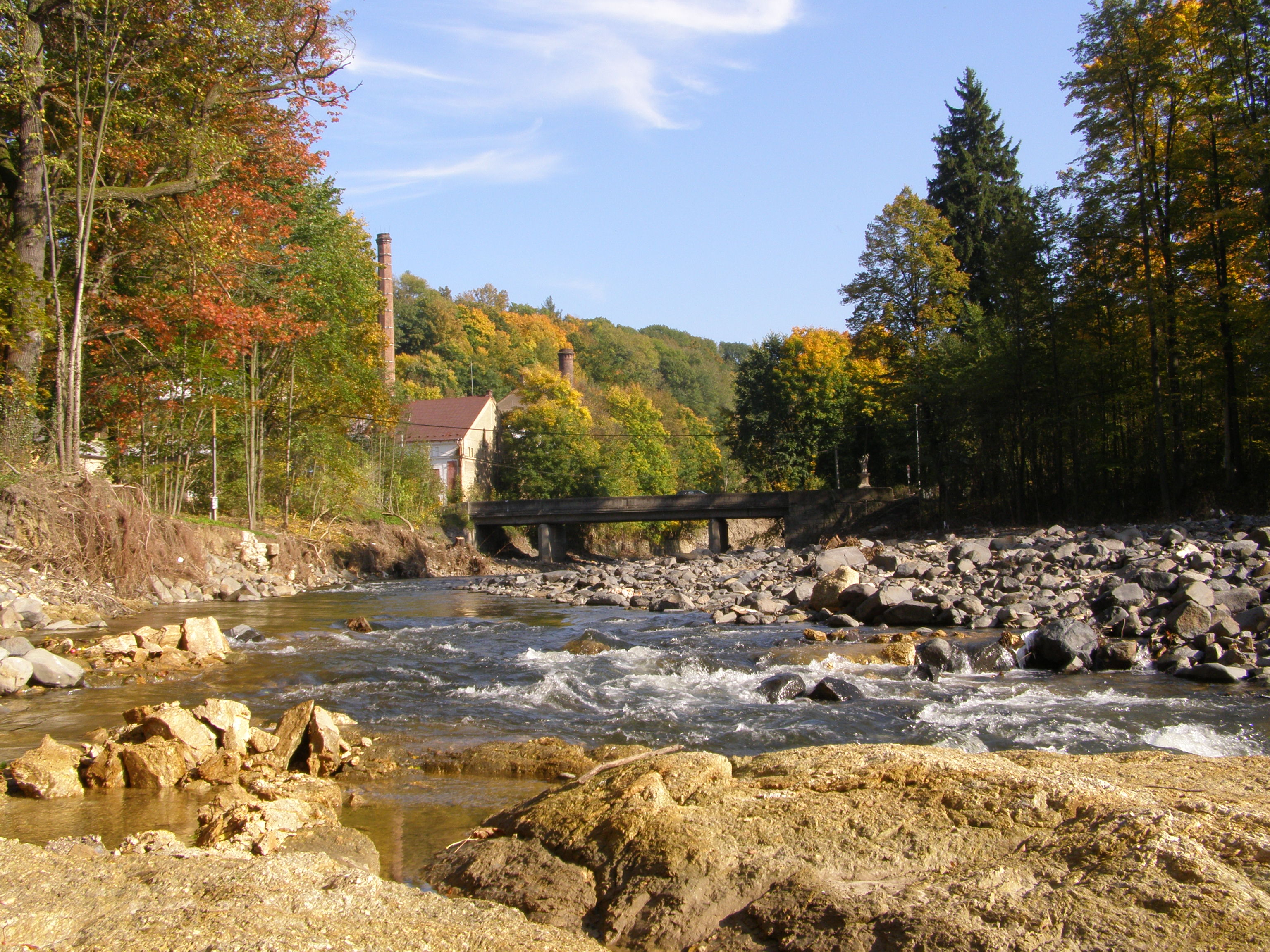

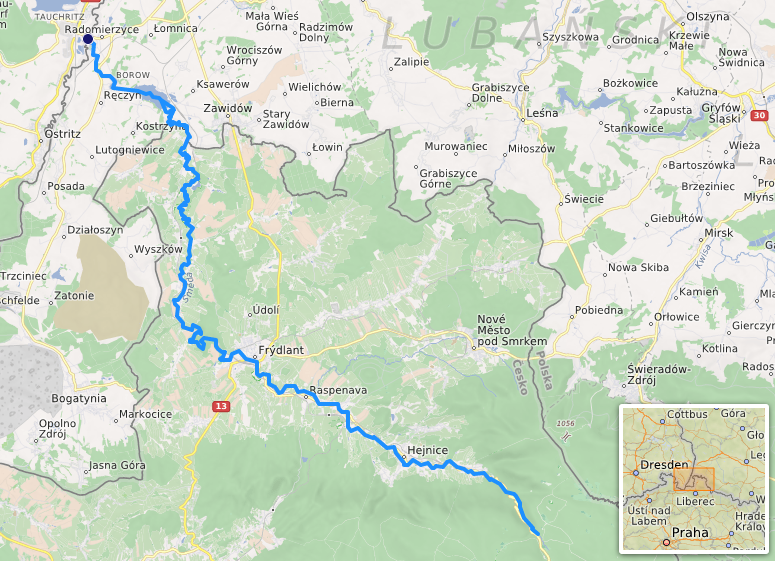

斯梅達河是東歐的河流，流經捷克和波蘭，屬於尼薩河的右支流，處於首都布拉格以北120公里，河道全長52公里，流域面積331平方公里，發源自伊澤拉山脈。